# 킹 압둘라 스포츠 시티 (부라이다)
킹 압둘라 스포츠 시티 스타디움(아랍어: مدينة الملك عبد الله الرياضية, 영어: King Abdullah Sports City Stadium)는 사우디아라비아 부라이다에 위치한 다목적 경기장이다. 현재 주로 축구 경기장으로 이용되며 알타아원와 알라에드의 홈구장으로 사용된다. 수용 인원은 30,000명이다.